# 이십사각형

이십사각형

이십사각형(二十四角形)은 변이 24개인 다각형이다. 이십사각형의 내각의 합은 3960도이고, 정이십사각형의 한 각의 크기는 165도이므로, 한 외각의 크기는 15도이다.

## 넓이 공식
- 한 변의 길이가 {\displaystyle t}일 때

{\displaystyle A=6t^{2}\cot {\frac {\pi }{24}}=6t^{2}(2+{\sqrt {2}}+{\sqrt {3}}-{\sqrt {6}})}
- 반지름의 길이가 {\displaystyle R}인 원에 내접할 때

{\displaystyle A=20R^{2}\sin {\frac {\pi }{12}}=4R^{2}({\sqrt {6}}-{\sqrt {2}})}